# Zakorek czarny
Zakorek czarny (Hylastes ater) – gatunek owada z rzędu chrząszczy.
Rójka
Przebiega w marcu do maja, rozmnaża się jednak przez prawie cały sezon wegetacyjny.
Wygląd
Larwa beznoga (jak u wszystkich kornikowatych), barwy białej, z jasno-brunatną głową. Poczwarka typu wolnego, barwy kremowej, (kolebka poczwarkowa na styku łyka i bielu). Imago długości 3,3-5 mm. Kształt ciała: wąski, smukły, walcowaty, barwy czarnej lub rzadziej smolistobrunatnej. Głowa delikatnie wyciągnięta w ryjek. Wzdłuż przedniej, górnej części ryjka przebiega wyraźna, wzniesiona listewka. Przedplecze znacznie dłuższe od szerokości o bokach równoległych, później lekko zwężających się ku przodowi. Na przedpleczu stosunkowo rzadkie, okrągłe punkty. Na przodzie i po bokach drobniejsze, mają tendencję do zlewania się, tworzą marszczoną powierzchnię. Tylna cześć przedplecza w najwyższym miejscu pozbawiona punktowania w postaci połyskującej smugi. Pokrywy o bokach równoległych, ponad dwukrotnie dłuższe od swojej szerokości. Punkty na pokrywach, na rzędach okrągłe, płytkie. Dymorfizm płciowy widoczny na ostatnim sternicie odwłoka: samica posiada tam jednolitą kępę włosków, samiec w tylnej części posiada włoski skierowane skośnie na zewnątrz.
Występowanie
Południowa i środkowa część Europy, Kaukaz, Syberia, Korea, Japonia. Zawleczony do Afryki Południowej i Nowej Zelandii. Występuje na terenie całej Polski.
Pokarm
Żeruje głównie na sośnie pospolitej i czarnej, rzadziej na limbie, świerku i wyjątkowo na cisie. Chrząszcze żerują w okolicy szyjki korzeniowej lub przy najniższych okółkach.
Znaczenie
Zakorek jest szkodliwy w 2-4 letnich uprawach sosnowych i świerkowych, w których młode chrząszcze przeprowadzają żer uzupełniający. Żer chrząszczy powoduje wyciek żywicy, usychanie sadzonek lub ich silne osłabienie.